# Apodemus latronum
Il topo selvatico dalle orecchie grandi (Apodemus latronum  Thomas, 1911) è un roditore della famiglia dei Muridi diffuso nell'Asia centrale.

## Descrizione
Roditore di piccole dimensioni, con la lunghezza della testa e del corpo tra 92 e 107 mm, la lunghezza della coda tra 100 e 120 mm, la lunghezza del piede tra 25 e 27 mm e la lunghezza delle orecchie tra 18 e 21 mm.
La pelliccia è lunga, soffice e setosa. Le parti superiori sono marrone scuro, con dei riflessi bruno-rossicci brillanti lungo i fianchi. Le parti ventrali sono bianco-grigiastre, con la base dei peli grigia. Le orecchie sono relativamente grandi e bruno-nerastre scure. I piedi sono bianchi, mentre le anche sono bruno-grigiastre scure. La coda è lunga quanto la testa e il corpo, marrone scuro sopra, più chiara sotto e cosparsa di piccoli peli.

## Biologia

### Comportamento
È una specie terricola e notturna.

## Distribuzione e habitat
Questa specie è diffusa nel Myanmar settentrionale e nelle province cinesi dello Xizang orientale, Sichuan, Yunnan e Qinghai. Probabilmente è presente anche nello stato indiano dell'Arunachal Pradesh, dove sono stati segnalati degli avvistamenti.
Vive nelle foreste alpine e nei prati vicini tra 2.700 e 4.000 metri di altitudine.

## Conservazione
La IUCN Red List, considerato il vasto areale, la popolazione numerosa e la presenza in diverse aree protette, classifica A.latronum come specie a rischio minimo (Least Concern).